# Mansour Bouna Ndiaye
Pour les articles homonymes, voir Ndiaye.
Ne doit pas être confondu avec Mansour Bouna Alboury Ndiaye.
Mansour Bouna NDiaye né le 10 mai 1933 à Louga et mort à Paris le 28 juillet 2008, est une personnalité politique, ancien maire de la ville de Louga et député à l'Assemblée nationale. Il est fils de Bouna Alboury Ndiaye, ancien Bourba Djoloff (1895 - 1921).

## Biographie
Mansour Bouna NDiaye est un homme politique sénégalais natif de la ville Louga est fils de l'ancien Bourba Djoloff Bouna Alboury Ndiaye. Il fut maire de la ville de Louga et député à l'Assemblée nationale. En effet de sa naissance jusqu'à son rappel à Dieu le 28 juillet 2008 à Paris (même date que son père qui disparut le 28 juillet 1952), il s'est distingué parmi ses pairs. Très jeune, il s'est positionné comme leader dans sa génération.
Sous son magistère à la tête de la mairie, Louga a fait un bond qualitatif. Des infrastructures ont été réalisées par son équipe entre 1976 et 1979, date de son départ du conseil municipal.
En 1948, Mansour Bouna a été l'artisan du développement sportif de Louga. Il faisait venir de Saint-Louis des équipes qui participaient à des tournois de toutes sortes. En 1975, Mansour Bouna devient président du club de football de la ville et a longtemps occupé le poste de président de l'ASAC Ndiambour.
De 1978 à 1983, il siège à l'Assemblée nationale en tant que honorable député de la république du Sénégal.

### Distinctions
- 1963 : Chevalier de l'Ordre du Mérite
- 1980 : Officier de l'Ordre du Mérite
- 1989 : Commandeur de l'Ordre du Mérite
- 1991 : Chevalier de l'Ordre national du Lion
- 2003 : Ordre des Arts et Lettres